# Gunnar Eriksson
Krång Erik Gunnar (Gunnar) Eriksson (Mora församling, 3 januari 1921 - Mora församling, 8 juli 1982) was een Zweeds langlaufer. 

## Carrière
Eriksson won tijdens de spelen van 1948 de bronzen medaille op de achttien kilometer en de gouden medaille op de estafette. Eriksson won in 1950 de wereldtitel op de 50 kilometer.

## Belangrijkste resultaten

### Olympische Winterspelen
| Editie | Plaats       | Resultaten        |
| ------ | ------------ | ----------------- |
| 1948   | Sankt Moritz | 18 km · estafette |
| 1952   | Oslo         | 12e 50 km         |

### Wereldkampioenschappen langlaufen
| Jaar | Plaats       | Resultaten        |
| ---- | ------------ | ----------------- |
| 1948 | Sankt Moritz | 18 km · estafette |
| 1950 | Lake Placid  | 50 km             |
| 1952 | Oslo         | 12e 50 km         |